# ادیث کارتر بوریج
ادیث کارتر بوریج (انگلیسی: Edyth Carter Beveridge; ۱۸۶۲ – ۲۹ اوت ۱۹۲۷) یک عکاس خبری آمریکایی بود. بوریج در آغاز قرن زندگی در ریچموند، ویرجینیا را مستند کرد. در طول دهه ۱۸۹۰ او برای ریچموند نیوز و ریچموند تایمز عکس می‌گرفت. بوریج شروع به نوشتن مقالاتی کرد که با عکس‌های او را همراهی می‌کردند. او در ادامه مقاله‌های عکسی را برای مجله‌های خانگی زنان، مجله قرن، هارپرز ویکلی و کولیرز خلق کرد.
آثار او در کتابخانه کنگره و انجمن تاریخی ویرجینیا وجود دارد.

## نگارخانه

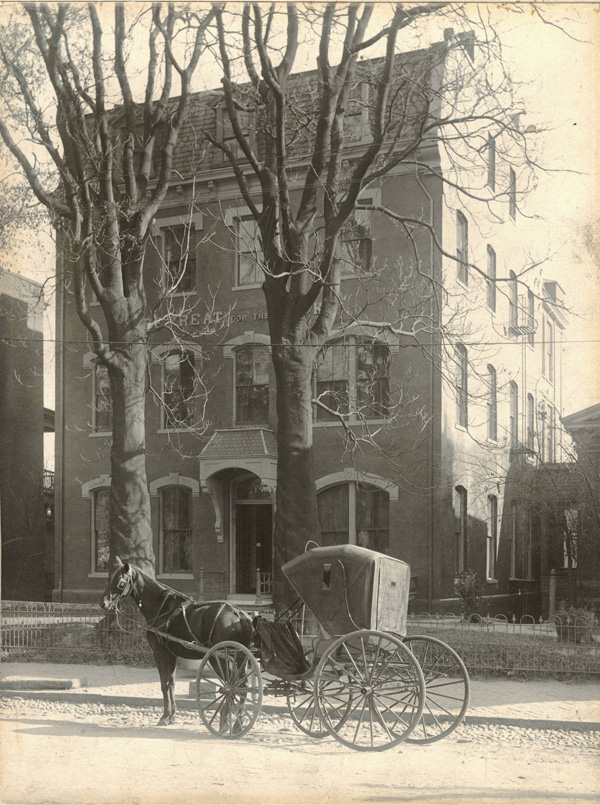
بیمارستان اصلی ریتریت - ۱۸۸۳
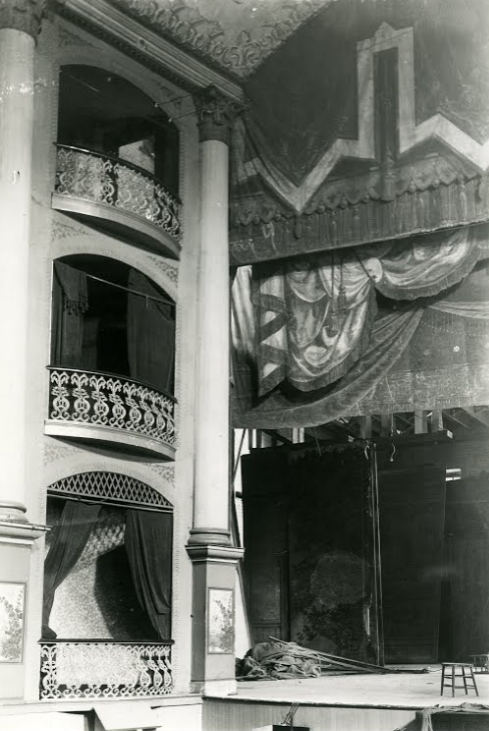
فضای داخلی تئاتر ریچموند، ۱۸۹۰
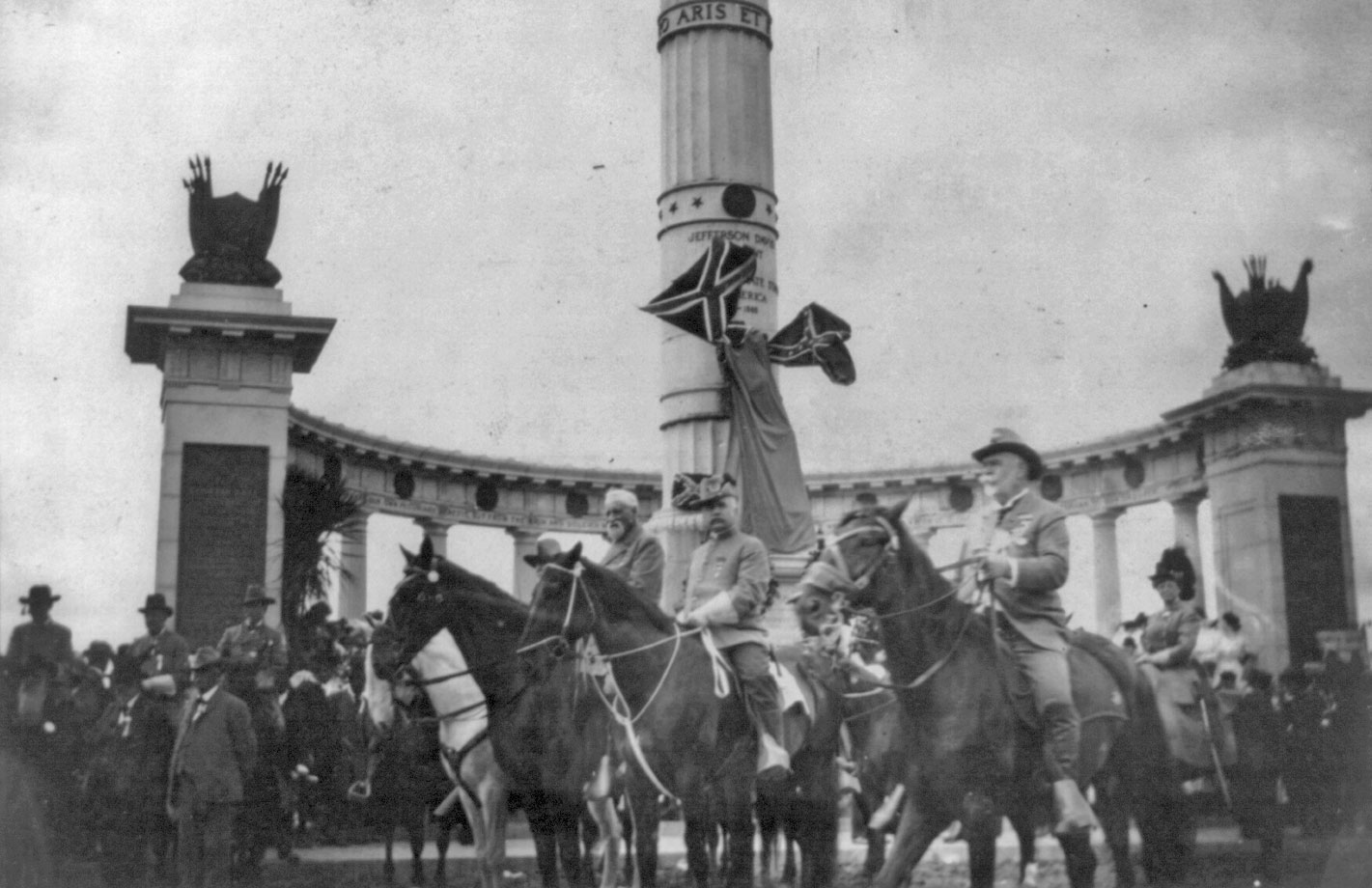
رژه اتحاد کنفدراسیون ریچموند، ۱۹۰۷